# 蓬萊峽

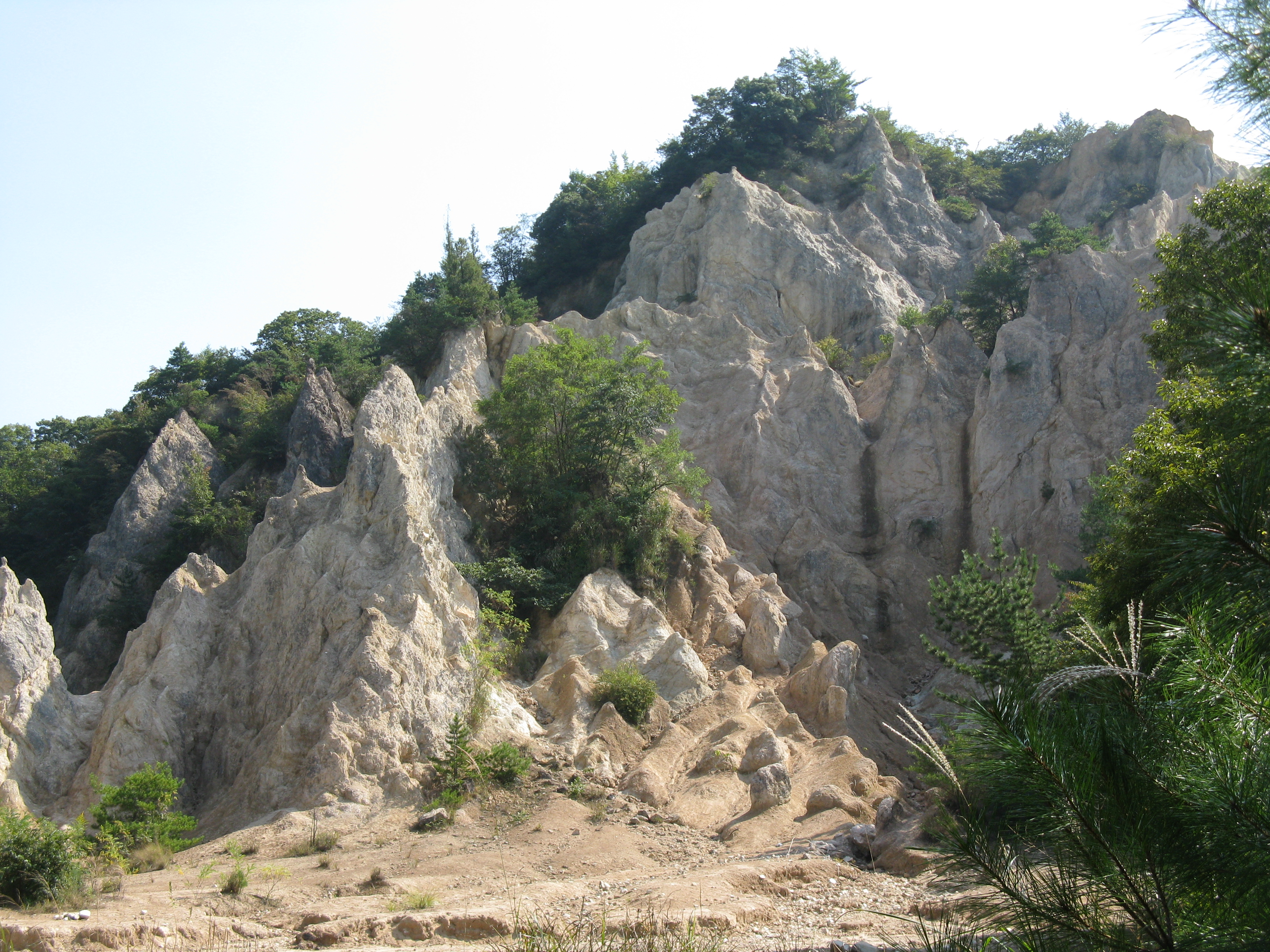
蓬萊峽

蓬萊峽（日语：蓬莱峡）是兵庫縣西宮市六甲山地的一個峽谷，為瀨戶內海國立公園的指定區域。蓬萊峽現在是兵庫縣內著名的觀光景點之一。黑澤明電影《戰國英豪》就是在這裡拍攝。